# Taebaek
Taebaek-si ist eine Stadt in Südkorea in der Provinz Gangwon-do.